# Актау

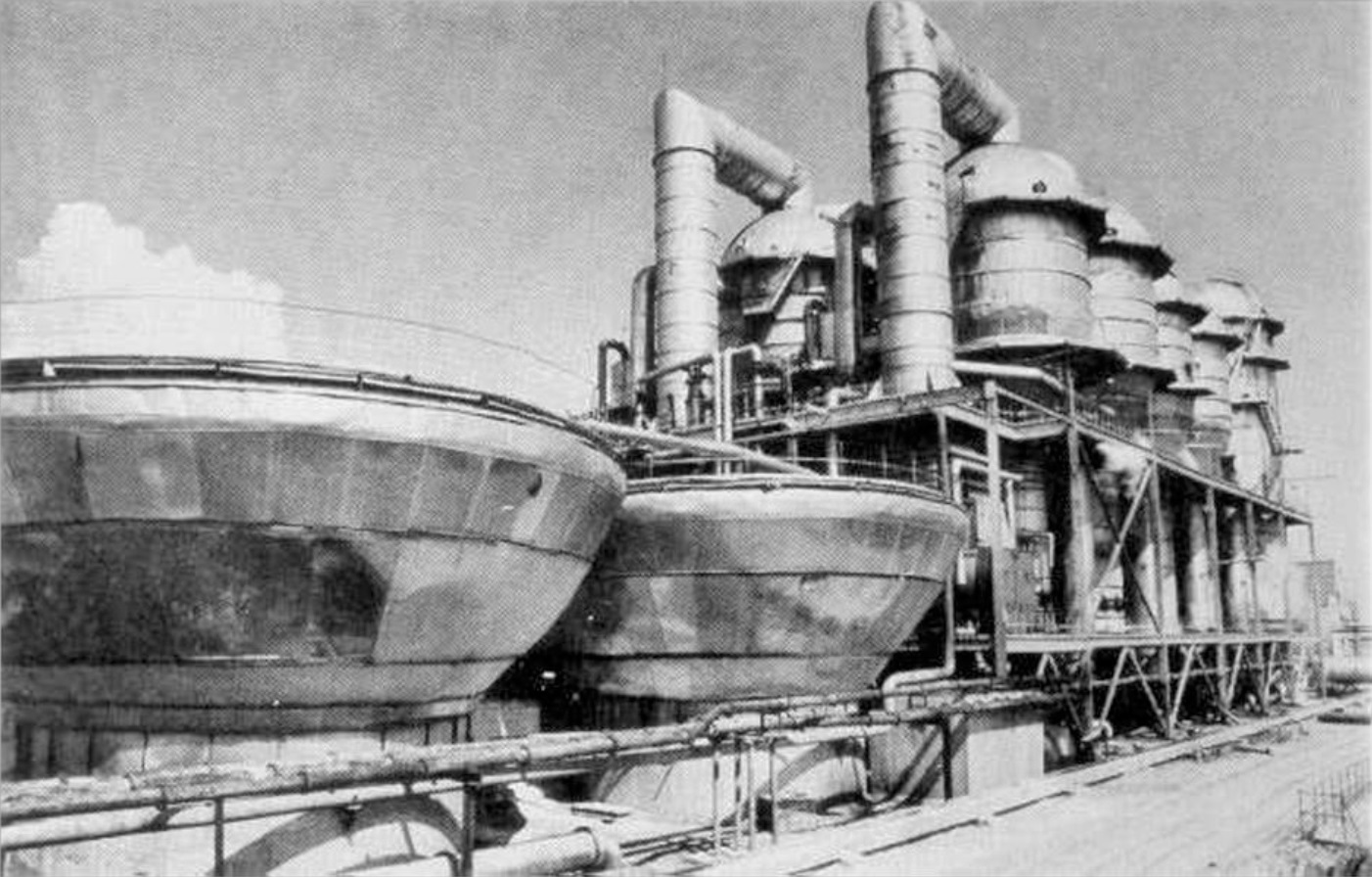
Опріснювачі на основі БН-350

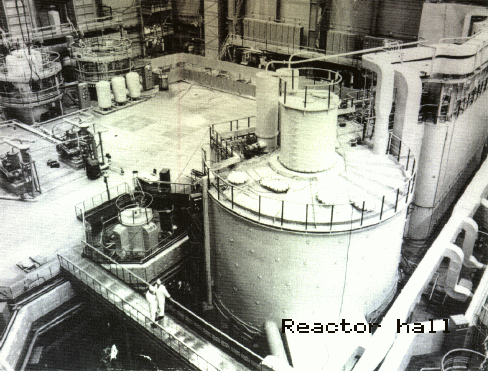
Реактор БН-350 в Актау

Актау (каз. Aqtauⓘ — «біла гора») — місто на південному заході Казахстану, обласний центр Мангистауської області (раніше називалася Мангишлацькою).
З 1964 по 1991 рік місто називалося Шевченко на честь українського поета Тараса Шевченка, що перебував на початку XIX століття у засланні в Казахстані.
Місто є промисловим, центр розробки нафтогазових родовищ Жетибай, Каламкас, Каражанбас, Атамбай-Саритюбе, Оймаша.

## Географія
Клімат — різко континентальний, посушливий із дуже жарким літом, середня температура: січень -4 °C (за температури -15 і сильного вітру скасовували заняття в школі), липень +27 °C. Улітку температура може досягати +45 °C, (а вночі до плюс 38), ґрунт нагрівається на сонці до +70°. Уся рослинність поливається. Місто перебуває на березі Каспійського моря. Питною водою місто забезпечує водо-опріснювальна станція МАЕК, тому що поблизу міста немає джерела питної води.

## Населення
Населення — 251855 осіб (2021; 166962 у 2009, 143396 у 1999, 159245 у 1989).
Національний склад — казахи, росіяни, азербайджанці, українці, лезгини.
| Національність | Чисельність на початок 2021 року (територія в складі міської адміністрації) | Частка % |
| -------------- | --------------------------------------------------------------------------- | -------- |
| Казахи         | 151 758                                                                     | 74,2     |
| Росіяни        | 33 604                                                                      | 16,4     |
| Азербайджанці  | 5 971                                                                       | 2,9      |
| Українці       | 1 633                                                                       | 0,8      |
| Лезгини        | 1 951                                                                       | 1,0      |
| Татари         | 1 424                                                                       | 0,7      |
| Вірмени        | 1 039                                                                       | 0,5      |
| Узбеки         | 1 248                                                                       | 0,6      |
| Корейці        | 650                                                                         | 0,3      |
| Чеченці        | 693                                                                         | 0,3      |
| Каракалпаки    | 837                                                                         | 0,4      |
| Грузини        | 366                                                                         | 0,2      |
| Киргизи        | 443                                                                         | 0,2      |
| Німці          | 243                                                                         | 0,1      |
| Білоруси       | 169                                                                         | 0,1      |
| Удіни          | 238                                                                         | 0,1      |
| Осетини        | 183                                                                         | 0,1      |
| Інші           | 2 101                                                                       | 1,0      |
| ВСЬОГО:        | 204 551                                                                     | 100,00   |

## Транспорт
- Залізничний вокзал
- Міжнародний аеропорт "Актау"
- Морський порт[3]
- Автобусний транспорт
- Маршрутне таксі

## Готелі
У місті існує досить великий вибір готелів різних рівнів, у тому числі й п'ятизіркові готелі. Один із них «Renaissance Aktau», що входить у світову мережу готелів «Marriott», також 5-зіркові готелі «Grand Hotel Victory» і «Grand Nur Plaza».

## Відпочинок і дозвілля
Пляжний сезон у місті триває із травня по вересень, середня температура води +21 °C.
У місті є бази відпочинку, два театри (ляльок і музично-драматичний), кінотеатри, парки розваг.

## Цікаві факти
- Вулиці Актау не мають назв: місто повністю складається з мікрорайонів, що мають номери з 1-го по 30-й. Деяких номерів немає (з 16 по 21). Номери мікрорайонів відбивають час їхньої побудови, хоча найстаріший — це 3-й, трохи пізніше з'явилися 1-й, 2-й і 3-А. Приклад адреси: 15-9-25, тобто: 15-й мікрорайон, 9-й будинок, 25-та квартира.
- Актау — перше місто у світі, де маяк розташовано прямо на даху житлового будинку[4].
- Актау не вистачає запасів питної води, тому місто повністю забезпечується переробленою морською водою (точніше прісна вода виробляється із сильномінералізованої із природного джерела шляхом її розведення дистилятом, виробленим із морської води[джерело?]).
- Перша у світі промислова атомна електростанція з реактором на швидких нейтронах була побудована поруч із Актау.

## Порт
Морський порт Актау розташований на східному узбережжі Каспійського моря і є єдиним морським портом Казахстану, призначеним для міжнародних перевезень різних сухих вантажів, сирої нафти й нафтопродуктів. Створення периферійних промислових центрів, підйом економіки й культури національних околиць, а також інтереси зміцнення обороноздатності колишнього Радянського Союзу вимагали відповідного транспортного забезпечення, зокрема морського сполучення. Порт побудовано в 1963 році для транспортування продукції уранової промисловості й нафтових родовищ Мангистауського регіону. Пізніше він відігравав значну роль у будівництві атомної електростанції з реактором БН-350, заводів хімічної галузі й безпосередньо самого міста Актау.
Порт Актау — головна база Каспійської флотилії Казахстану.

## Міста побратими
- Атирау
- Поті
- Горган[5]
- Бандар-Анзалі  [Архівовано 28 серпня 2017 у Wayback Machine.]
- Констанца [недоступне посилання]
- Сумгаїт  [Архівовано 21 вересня 2009 у Wayback Machine.]